# Travisia
Travisia is een geslacht van borstelwormen uit de familie van de Travisiidae.

## Soorten
- Travisia amadoi Elías, Bremec, Lana & Orensanz, 2003
- Travisia antarctica Hartman, 1967
- Travisia araciae Rizzo & Salazar Vallejo, 2020
- Travisia arborifera Fauvel, 1932
- Travisia brevis Moore, 1923
- Travisia carnea Verrill, 1873
- Travisia chiloensis Kükenthal, 1887
- Travisia chinensis Grube, 1869
- Travisia concinna (Kinberg, 1866)
- Travisia doellojuradoi Rioja, 1944
- Travisia elongata Grube, 1866
- Travisia filamentosa León-González, 1998
- Travisia foetida Hartman, 1969
- Travisia forbesii Johnston, 1840
- Travisia fusiformis Kudenov, 1975
- Travisia fusus (Chamberlin, 1919)
- Travisia gigas Hartman, 1938
- Travisia glandulosa McIntosh, 1879
- Travisia granulata Moore, 1923
- Travisia gravieri McIntosh, 1908
- Travisia hobsonae Santos, 1977
- Travisia horsti Caullery, 1944
- Travisia japonica Fujiwara, 1933
- Travisia kerguelensis McIntosh, 1885
- Travisia lithophila Kinberg, 1866
- Travisia monroi Maciolek & Blake, 2006
- Travisia nigrocincta Ehlers, 1913
- Travisia oksae Hartmann-Schröder & Parker, 1995
- Travisia olens Ehlers, 1897
- Travisia oregonensis Fauchald & Hancock, 1981
- Travisia palmeri Maciolek & Blake, 2006
- Travisia parva Day, 1973
- Travisia profundi Chamberlin, 1919
- Travisia pupa Moore, 1906
- Travisia tincta Maciolek & Blake, 2006
- Travisia zieglerae Wiklund, Neal, Glover, Drennan, Rabone & Dahlgren, 2019

### Synoniemen
- Travisia abyssorum (Monro, 1930) => Travisia glandulosa McIntosh, 1879
- Travisia forbesi Johnston, 1840 => Travisia forbesii Johnston, 1840